# لورا جانس
لورا جانس (انگلیسی: Laura Johns؛ زادهٔ ۳۱ اوت ۱۹۹۴) بازیکن فوتبال اهل استرالیا است.